# Liste des comarques de Castille-La Manche
En Castille-La Manche, il n'y a pas de divisions comarquales avec une valeur administrative; cependant, il existe des comarques avec une grande tradition historique, qui fréquemment débordent des limites provinciales.

## Comarques de laProvince de Guadalajara
- La Serranía ou Sierra Norte-Sigüenza.
- Señorío de Molina-Alto Tajo.
- La Alcarria, partagée avec Cuenca et Madrid.
- La Campiña, partagée avec Madrid.

## Comarques de laProvince de Cuenca
- Serranía de Cuenca.
- Comarque de La Mancha, partagée avec Albacete, Ciudad Real, Cuenca et Tolède.
  - Sous-comarque: La Manchuela, partagée avec Albacete.
- La Alcarria, partagée avec Guadalajara et Madrid.

## Comarques de laProvince de Tolède
- La Sagra, partagée avec Madrid.
- La Jara, partagée avec Cáceres.
- Montes de Toledo, partagée avec Ciudad Real
- Valle del Tiétar, partagée avec Ávila.
- Valle del Alberche, partagée avec Madrid.
- Comarque de La Mancha, partagée avec Albacete, Ciudad Real et Cuenca.
  - Sous-comarque: Mesa de Ocaña
- Valle del Tajo.
- Torrijos

## Comarques de laProvince de Ciudad Real
- Montes del Guadiana ou de Tolède, partagée avec Tolède.
- Comarque de La Mancha, partagée avec Albacete, Cuenca et Tolède. Elle comprend:
  - Sous-comarque: Campo de Calatrava
  - Sous-comarque: Campo de Montiel, partagée avec Albacete.
  - Sous-comarque: Campo de San Juan
- Valle de Alcudia

## Comarques de laProvince d'Albacete
- Sierra del Segura.
- Sierra de Alcaraz
- Comarque de La Mancha, partagée avec Ciudad Real, Cuenca et Tolède. Elle comprend :
  - Sous-comarque: Campo de Chinchilla.
  - Sous-comarque: Campo de Hellín
  - Sous-comarque: Campo de Montiel, partagée avec Ciudad Real.
  - Sous-comarque: La Manchuela, partagée avec Cuenca.
  - Sous-comarque: La Mancha del Júcar.